# 普雷西 (未确认生物)
普雷西（英文：Pressie）是指出没于美国苏必利尔湖的湖怪，这是一种长75英尺，头部类似马、颈部很长、尾部类似鲸鱼的神秘动物，其历史可追溯至19世纪。据记载，美国原住民称苏必利尔湖怪为“Mishipishu”。

## 历史
- 1894年9月，在怀特菲什角（英语：Whitefish Point）-科珀港（英语：Copper Harbor, Michigan），两艘轮船的船员观察到一只背部突出水面6-8英尺的动物在湖中游动。[3]

- 1897年，明尼苏达州杜鲁斯一名男性称遭遇一只疑似大海蛇的动物袭击，另有3名目击者看见这只巨蛇。[4]

- 1977年，兰迪·布朗（Randy Braun）拍摄到一张疑似是湖中游动巨蛇的照片，据说这张照片可能是在波丘派恩山一带拍摄。[5]